# Rio Pajeú
Rio Pajeú är ett periodiskt vattendrag i Brasilien.   Det ligger i delstaten Pernambuco, i den östra delen av landet, 1 300 km nordost om huvudstaden Brasília.
Runt Rio Pajeú är det glesbefolkat, med 12 invånare per kvadratkilometer.